# Maghadena andringitrensis
Maghadena andringitrensis là một loài bướm đêm trong họ Noctuidae.